# 脩都縣
脩都縣，汉朝古县名。
西汉置脩都縣，在今中华人民共和国内蒙古自治区杭锦旗西北。属朔方郡。是朔方郡十县之一，位于朔方郡东南部，东方临近西河郡。东汉建立后废除。